# March to Fuzz
March to Fuzz — второй сборник песен американской гранж-группы Mudhoney, вышедший на двух дисках в январе 2000 года на лейбле Sub Pop.

## Об альбоме
На первом диске находятся самые популярные песни группы, такие как "Here Comes Sickness" и "Sweet Young Thing Ain't Sweet No More." Второй диск - собрание раритетных песен (например "Butterfly Stroke") и каверов (например "The Money Will Roll Right In").
На буклете диска присутствуют комментарии Марка Арма и Стива Тёрнера к каждой из 52 песен.

## Список композиций
Все песни написаны Mudhoney, если не указано другое.
Диск 1 - Лучшие песни
1. "In 'N' Out of Grace"
2. "Suck You Dry"
3. "I Have to Laugh"
4. "Sweet Young Thing Ain't Sweet No More"
5. "Who You Driving Now?"
6. "You Got It"
7. "Judgement, Rage, Retribution & Thyme"
8. "Into the Drink
9. "A Thousand Forms of Mind"
10. "Generation Genocide"
11. "If I Think"
12. "Here Comes Sickness"
13. "Let It Slide"
14. "Touch Me I'm Sick"
15. "This Gift"
16. "Good Enough"
17. "Blinding Sun"
18. "Into Your Shtik"
19. "Beneath the Valley of the Underdog"
20. "When Tomorrow Hits"
21. "Make It Now Again"
22. "Hate the Police" (кавер на песню группы The Dicks)

Диск 2 - Раритеты
1. "Hey Sailor"
2. "Twenty Four"
3. "Baby Help Me Forget" (Mr. Epp and The Calculations)
4. "Revolution" (кавер на песню группы Spacemen 3)
5. "You Stupid Asshole" (кавер на песню группы Angry Samoans)
6. "Who Is Who" (кавер на песню группы The Adolescents)
7. "Stab Your Back" (кавер на песню группы The Damned)
8. "Pump It Up" (кавер на песню Элвиса Костелло)
9. "The Money Will Roll Right In" (кавер на песню группы Fang)
10. "Fix Me" (кавер на песню группы Black Flag)
11. "Dehumanized" (кавер на песню группы Void)
12. "She's Just 15" (кавер на песню группы Billy Childish)
13. "Baby O Baby" (кавер на песню группы Suicide)
14. "Over the Top" (кавер на песню группы Motörhead)
15. "You Give Me the Creeps" (кавер на песню группы The Crucifucks)
16. "March to Fuzz"
17. "Ounce of Deception"
18. "Paperback Life"
19. "Bushpusher Man"
20. "Fuzzbuster"
21. "Overblown"
22. "Run Shithead Run"
23. "King Sandbox"
24. "Tonight I Think I'm Gonna Go Downtown" (кавер на песню Джимми Дейла Гилмора)
25. "Holden" (кавер на песню Джимми Дейла Гилмора)
26. "Not Going Down That Road Again"
27. "Brand New Face"
28. "Drinking for Two"
29. "Butterfly Stroke"
30. "Editions of You" (кавер на песню группы Roxy Music)